# Понуда (мини-серија)
Понуда (енгл. The Offer) америчка је мини-серија коју је створио Мајкл Толкин за Paramount+. Приказује ток развоја и продукције филма Франсиса Форда Кополе — Кум (1972). Главне улоге тумаче Мајлс Телер, Метју Гуд, Ден Фоглер, Берн Горман, Колин Хенкс, Ђовани Рибизи и Џуно Темпл. Приказивана је од 28. априла до 16. јуна 2022. године, а састоји се од 10 епизода.

## Улоге

### Главне
- Мајлс Телер као Алберт Руди
- Метју Гуд као Роберт Еванс
- Ден Фоглер као Франсис Форд Копола
- Берн Горман као Чарли Блудорн
- Колин Хенкс као Бари Лапидус
- Ђовани Рибизи као Џозеф Коломбо
- Џуно Темпл као Бетје Макарт

### Споредне
- Нора Арнезедер као Франсоаз Глејзер
- Патрик Гало као Марио Пузо
- Френк Џон Хјуз као Френк Синатра
- Мајкл Рисполи као Томи Лукезе
- Џејк Канавале као Цезар
- Лу Ферињо као Лени Монтана
- Мередит Гаретсон као Али Макгро
- Ентони Скорди као Карло Гамбино
- Џош Цукерман као Питер Барт
- Ентони Иполито као Ал Пачино
- Џејмс Мадио као Кармајн
- Пол Макрејн као Џек Балард
- Стефани Каниг као Андреа Истман
- Дени Нучи као Марио Бјађи
- Дерик Баскин као Ники Барнс
- Џозеф Русо као Џо Гало
- Бранден Вилијамс као Ђани Русо
- Џастин Чејмберс as Марлон Брандо
- Кармајн Ђовиназо као Сони Гросо
- Џефри Аренд као Арам Авакијан
- Ерик Балфор као Дин Тавуларис
- Маја Батлер као Дајана Китон
- Дејмијан Конрад Дејвис као Џејмс Кан
- Дерек Мађар као Роберт Дувал
- Ник Пупо као Џон Казале
- Зак Шор као Фред Гало
- Синтија Ајлин Страхан као Талија Шајер
- Ти Џеј Тајн као Гордон Вилис

### Гостујуће
- Лола Глаудини као Кандиде Донадио
- Кајл С. Мур као Бернард Фин
- Били Магнусен као Роберт Редфорд
- Кирк Асеведо као агент Хејл
- Мајкл Ландес као Вик Дамоне
- Луис Мендилор као Мики Коен
- Рос Макол као Моран
- Ендру Чајлд као њујоршки плесач
- Лиса Добин као Моргана Кинг
- Чарли Хејд као Џејмс Обри
- Дон Џојал као Ана Хил Џонстон
- Мајкл Гандолфини као Енди Калхун
- Ејми Кареро као Роузи Молина
- Лин Ејдријана Фридман као Мадолина Коломбо
- Ијан Мајклс као Роберт Таун
- Ален Марш као Алвин Сарџент
- Брендон Скленар као Берт Ренолдс
- Дејв Шалански као Хенри Кисинџер

## Епизоде
| Бр. еп. | Наслов | Редитељ              | Сценариста                                                                                                | Премијера       |
| ------- | ------ | -------------------- | --- | --------------- |
| 1       |        | Декстер Флечер       | Мајкл Толкин                                                                                              | 28. април 2022. |
| 2       |        | Декстер Флешер       | Teleplay by : Мајкл Толкин, Лесли Грајф, Ники Тоскано и Кевин Хајнс Story by : Мајкл Толкин и Лесли Грајф | 28. април 2022. |
| 3       |        | Адам Аркин           | Мајкл Толкин, Лесли Грајф, Расел Ротберг и Мона Мира                                                      | 28. април 2022. |
| 4       |        | Адам Аркин           | Teleplay by : Мајкл Толкин, Лесли Грајф и Ники Тоскано Story by : Мајкл Толкин и Лесли Грајф              | 5. мај 2022.    |
| 5       |        | Колин Бакси          | Teleplay by : Мајкл Толкин Story by : Мајкл Толкин и Лесли Грајф                                          | 12. мај 2022.   |
| 6       |        | Колин Бакси          | Ники Тоскано                                                                                              | 19. мај 2022.   |
| 7       |        | Гвинет Хордер Пејтон | Кевин Хајнс                                                                                               | 26. мај 2022.   |
| 8       |        | Гвинет Хордер Пејтон | Расел Ротберг                                                                                             | 2. јун 2022.    |
| 9       |        | Адам Аркин           | Ники Тоскано и Мона Мира                                                                                  | 9. јун 2022.    |
| 10      |        | Адам Аркин           | Ники Тоскано, Расел Ротберг и Мајкл Толкин                                                                | 16. јун 2022.   |